# La Cruz (Costa Rica)
La Cruz ist ein Distrikt von Costa Rica und die Hauptstadt des gleichnamigen Kantons in der Provinz Guanacaste.

## Geografie
Der Kanton liegt im äußersten Nordwesten des Landes, umfasst 1384 km² und zählt 19.181 Einwohner (Stand 2011). Auf den Ort selbst, nicht zu verwechseln mit dem ebenfalls in Guanacaste liegenden Santa Cruz, entfällt etwa die Hälfte der Kantonseinwohner. 
La Cruz befindet sich an der Panamericana und liegt nur 19 km vom Departamento Rivas, Nicaragua und noch weniger vom Pazifischen Ozean entfernt.

## Gliederung
Im Distrikt La Cruz befinden sich die Barrios Corazón de Jesús, Fátima, Irving, Orosí, Pinos und Santa Rosa. Als weitere Distrikte existieren Santa Cecilia, La Garita und Santa Elena.

## Nationalpark
Ein guter Teil des Kantons wird vom Nationalpark Guanacaste abgedeckt. Er wurde 1989 gegründet und gehört seit 1999 dem UNESCO-Weltnaturerbe an.
Darin befindet sich etwa der Orosí und die Quelle des Río Tempisque.

## Städtepartnerschaft
Es besteht eine Partnerschaft zu Laredo, Texas USA.